# 博阿维斯塔-杜图平
博阿维斯塔-杜图平是巴西巴伊亚州的一个市镇。总面积2629.822平方公里，总人口17709人，人口密度6.7人/平方公里。